# Emmanuel Hussenet
 (janvier 2017).
Emmanuel Hussenet est un écrivain et conférencier français né le 17 septembre 1966 à Poissy. Il a été membre de la Société des explorateurs français et de l'association des journalistes-écrivains pour la nature et l'écologie (JNE).

## Le voyageur polaire
Emmanuel Hussenet découvre l’Arctique en 1988 à l’âge de 21 ans à l’occasion d’un séjour en kayak de mer aux îles Lofoten (Norvège). Dès l’année suivante, il devient guide pour une agence spécialisée et encadre durant une quinzaine d’années des voyages d’aventure au Groenland, en Alaska, au Spitzberg et dans le haut Arctique canadien. Sans céder à la surenchère sportive – il ne tente aucun exploit significatif – il prolonge et diversifie ses périples pour élargir sa connaissance des régions polaires et des glaces. Son expérience inspire son écriture et l’amène à fonder en 2008 l’association Les Robinsons des glaces qui réalisa des expéditions de dérive volontaire sur la banquise en vue de sensibiliser le public aux conséquences du réchauffement climatique. Spécialiste de l’explorateur français Octave Pavy, il a tenté à deux reprises, en 1999 et en 2013, d’atteindre l'île Pim (Nunavut, Canada) où l’explorateur a disparu en 1884, à l'issue de l'Expédition de la baie Lady Franklin.
Il a créé la maison d'édition Les Cavaliers de l'Orage en 2012 qui publiera 6 titres avant d'être reprise par la revue Orbs.
Emmanuel Hussenet est l’initiateur et le rédacteur du projet qui vise à obtenir pour l’île Hans, rocher polaire que le Canada et le Danemark se disputent, un statut de terre n'appartenant à aucun État afin de la dédier à l’humanité et à la conscience. Il défend notamment l'idée d'une intervention de l'ingénierie climatique pour retenir les banquises polaires dérivantes dans l'Océan Arctique. Malgré un accueil favorable, le projet n'a pu se concrétiser ni perdurer. 

## L'écrivain
L'écriture d’Emmanuel Hussenet se caractérise par sa dimension philosophique et son expressivité, et par des thématiques récurrentes parmi lesquelles :
L’Arctique : il est rarement le sujet en soi, mais la toile de fond, le prétexte à des explorations transversales qui mêlent l’expérience personnelle à la recherche historique et à la réflexion sur le rapport de l’homme avec son environnement.
L’aventure : le départ pour l’aventure vu comme la condition nécessaire à la rencontre de soi est l’un des principaux thèmes de ses livres. Plusieurs de ses textes sont sous-tendus par la notion de quête qui, à travers l’exploration du monde physique, témoigne de la recherche de liberté et de sens.
Le message : on retrouve dans tous ses livres le souci « d’aider » l’être à trouver sa place dans le monde tout en préservant son intégrité. Ce souci mène parfois à une forme de pédagogie qui passe par le récit initiatique ou la critique de tendances culturelles.
La nature : objet de passion et de respect, la nature est aussi présentée comme un référent qui permet à l’homme de se positionner tant physiquement que métaphysiquement. Les questions liées à l’urgence écologique et climatique ont conduit en particulier l’auteur à plaider la cause des glaces dont dépend l'avenir du monde entier.

## Les expéditions remarquables
- 1993 – Tour partiel du Spitzberg en kayak en solitaire (ce périple inspire son récit « Maelström, seul aux confins du Spitzberg »)
- 1999 – Expédition en hommage à l’explorateur Octave Pavy en Terre d’Ellesmere (Canada)
- 2008-2011 – Expéditions de dérive sur des plaques de banquise pluriannuelle des Robinsons des glaces, sur la côte orientale du Groenland.
- 2013 – Première expédition dans le cadre du projet Hans Universalis dans le détroit de Smith (Groenland et Canada).

## Œuvre écrite
- 1997 : Spitzberg, Visions d’un baladin des glaces, Transboréal revu, augmenté et réédité en 2003, album photographique et textes.
- 1998 : Maelström, Seul aux confins du Spitzberg, Transboréal, récit romancé.
- 2002 : Résistez ! Guide de défense de l’environnement local, (Village magazine éditions).
- 2004 : Rêveurs de Pôles, le pôle Sud et le pôle Nord vus par les écrivains, les peintres et les cinéastes, Le Seuil, beau livre.
- 2005 : Anders au cœur de la Terre, roman d'aventures pour la jeunesse (illustré par Adrien Chapuis), Éditions Belin, collection Terres Insolites, roman pour la jeunesse.
- 2006 : Anders face au Maître du cristal (illustré par Thibaud Guyon), Éditions Belin, collection Terres Insolites, roman pour la jeunesse.
- 2007 : Anders et le Grand Tremblement (illustré par Thibaud Guyon), Éditions Belin, collection Terres Insolites, roman pour la jeunesse.
- 2008 : Le Testament des glaces, Transboréal, essai.
- 2012 : Le Nouveau Monde, regard sur la disparition des banquises et sur le sens des choses, Les Cavaliers de l’orage, essai.
- 2017 : Robinson des glaces, une aventure au bout du monde pour sauver la planète, Les Arènes, récit d'aventure. Repris en édition poche (Pocket) en 2018.
- 2019 : La Légende des Pôles, mythe, exploration et avenir des glaces (Transboréal/Elytis)

## Prix littéraires pourRobinson des glaces(année 2018)
Prix René Caillié
Prix Lumexplore de la Société des Explorateurs Français
Prix spécial de la Toison d'or du livre d'aventure de Dijon
Grand Tétras du livre d'aventure
Prix « En chemin » des lecteurs de Pèlerin magazine